# 維謝奧利切達伊夫
48°43′25″N 27°41′3″E / 48.72361°N 27.68417°E
維謝奧利切達伊夫（羅馬化：Vyshcheolchedaiv）是烏克蘭西部文尼察州莫希利夫-波迪利斯基區穆羅瓦尼-庫里利夫齊市鎮的村莊，始建於1324年，面積3.47平方公里，海拔高度213米，2001年人口2,236，人口密度每平方公里643.64人。